# Peter Marais
Peter Marais (ur. 1948) – południowoafrykański parlamentarzysta i samorządowiec, burmistrz Kapsztadu (2000–2001) i premier Zachodniej Prowincji Przylądkowej (2001–2002). 
W czasach apartheidu zasiadał w Izbie Reprezentantów jako przedstawiciel Partii Pracy, a następnie Partii Narodowej. W grudniu 2000 objął jako kandydat Aliansu Demokratycznego urząd burmistrza Kapsztadu. W 2002 na skutek stanowiska lidera partii Tony'ego Leona został odwołany z funkcji, po czym przeszedł do Nowej Partii Narodowej. 5 grudnia 2001 został zaprzysiężony na premiera Zachodniej Prowincji Przylądkowej - urząd pełnił do 3 czerwca 2002. Został odwołany na skutek oskarżeń o molestowanie seksualne. 
Po opuszczeniu stanowiska założył w 2002 Nową Partię Pracy (ang. New Labour Party), która w wyborach parlamentarnych 2004 uzyskała 0,67% głosów na terenie Zachodniej Prowincji Przylądkowej. W 2006 na skutek skandalu korupcyjnego został usunięty z partii.
W listopadzie 2008 przyłączył się do Kongresu Ludu.